# 约瑟菲娜·施蒂克
约瑟菲娜·施蒂克（德語：Josephine Sticker，1894年7月7日—1963年9月10日），奥地利女子游泳运动员。她曾代表奥地利参加1912年夏季奥林匹克运动会游泳比赛，获得女子4×100米自由泳接力铜牌。